# Route nationale 11 (Belgique)
Pour les articles homonymes, voir Route nationale 11.
La route nationale 11 est une route nationale de Belgique qui relie la route nationale 1 près d'Anvers à la frontière néerlandaise en direction de Berg-op-Zoom, en passant par Kapellen. Celle-ci se prolonge après la frontière par la route provinciale 289.

## Description du tracé

### Communes sur le parcours
- Région flamande
  -  Province d'Anvers
    - Schoten
    - Anvers
    - Brasschaat
    - Kapellen
    - Stabroek

## Statistiques de fréquentation
| BK  | Début             | Fin        | Trafic moyen journalier (6h–22h, en milliers), | Trafic moyen journalier (6h–22h, en milliers), | Trafic moyen journalier (6h–22h, en milliers), | Trafic moyen journalier (6h–22h, en milliers), | Trafic moyen journalier (6h–22h, en milliers), | Trafic moyen journalier (6h–22h, en milliers), | Trafic moyen journalier (6h–22h, en milliers), |
| BK  | Début             | Fin        | 1985                                           | 1990                                           | 1995                                           | 2000                                           | 2005                                           | 2010                                           | 2015                                           |
| --- | ----------------- | ---------- | ---------------------------------------------- | ---------------------------------------------- | ---------------------------------------------- | ---------------------------------------------- | ---------------------------------------------- | ---------------------------------------------- | ---------------------------------------------- |
| 4,6 | – 5 Kleine Bareel | Putte-Zuid | 11,0                                           | 13,2                                           | 14,2                                           | 13,8                                           | 13,3                                           | 9,9                                            | –                                              |